# Тельшяйський повіт
Тельшяйський повіт (лит. Telšių apskritis) — повіт на північному заході Литви, займає частину етнографічного регіону Жемайтія. Межує з Латвією, а також з Клайпедським, Тауразьким і Шяуляйським повітами. Утворений законом Литовської Республіки про територіально-адміністративні одиниці, прийнятий 19 липня 1994 року.

## Географія
Притоки: Бартува, Саланта, Натянка, Дубівка, Авіжела.

## Адміністративний поділ
Повіт утворюють території:
- Ретавського самоврядування (5 староств)
- Самоврядування Тяльшяйського району (11 староств)
- Самоврядування Мажейкяйського району (9 староств)
- Самоврядування Плунгеського району (11 староств)

## Фотогалерея

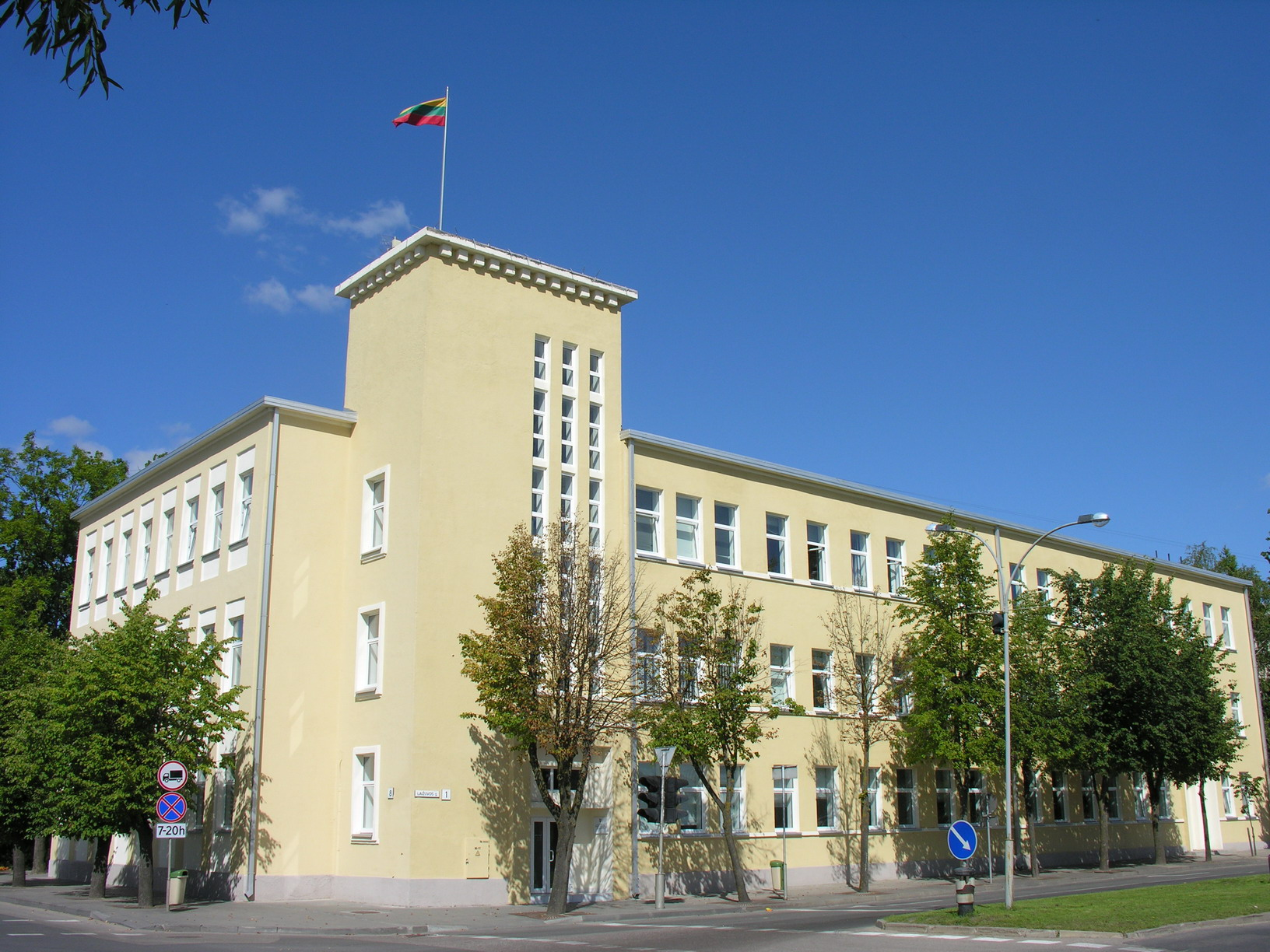
Мажейкяй
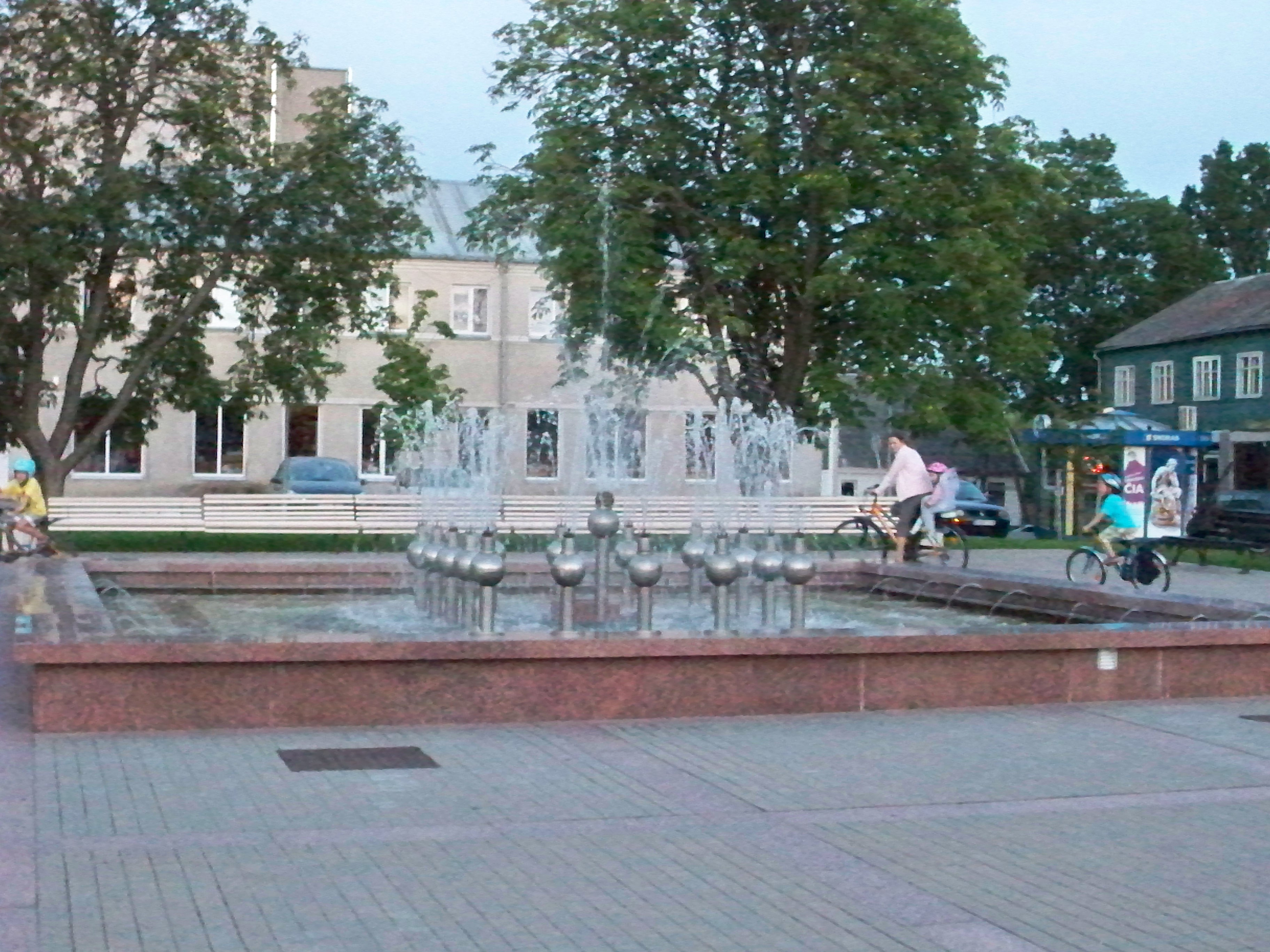
Плунге
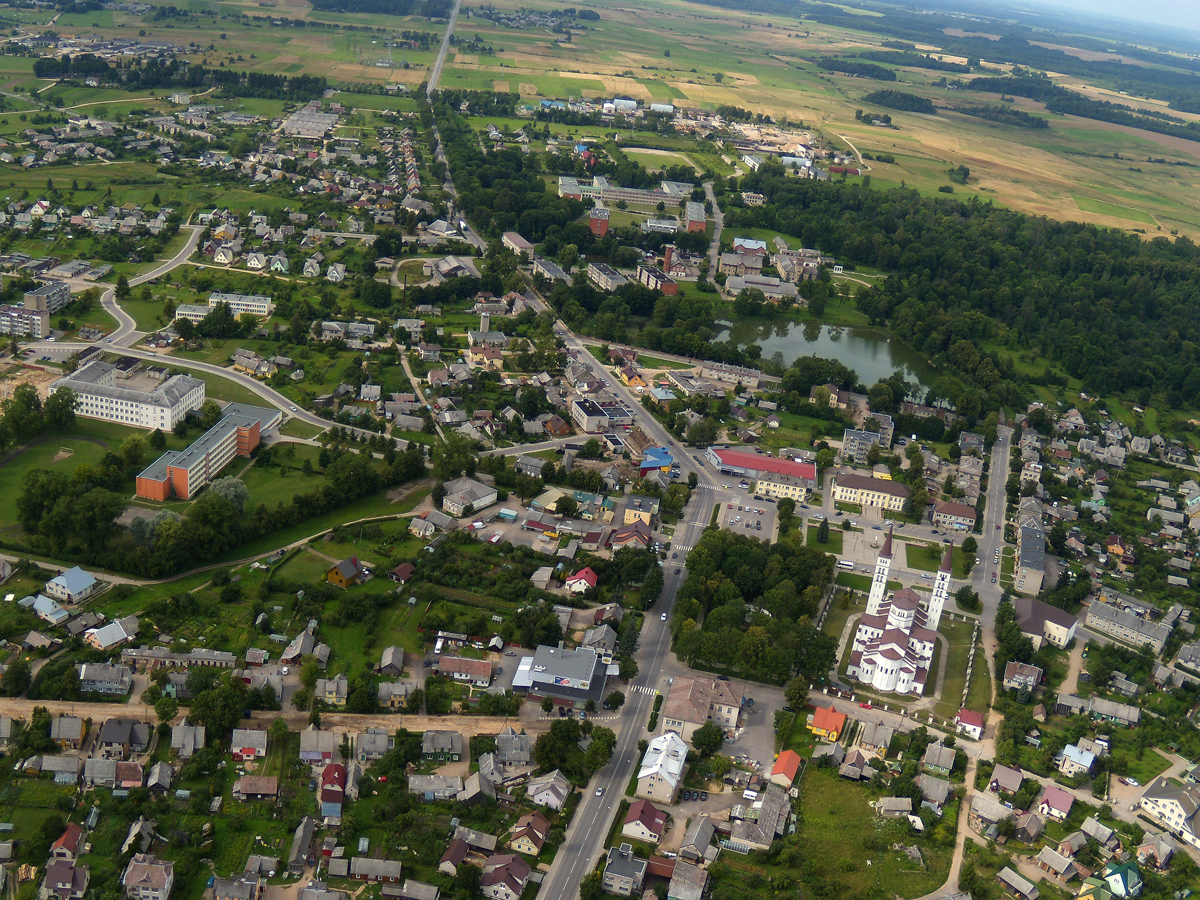
Ретавас
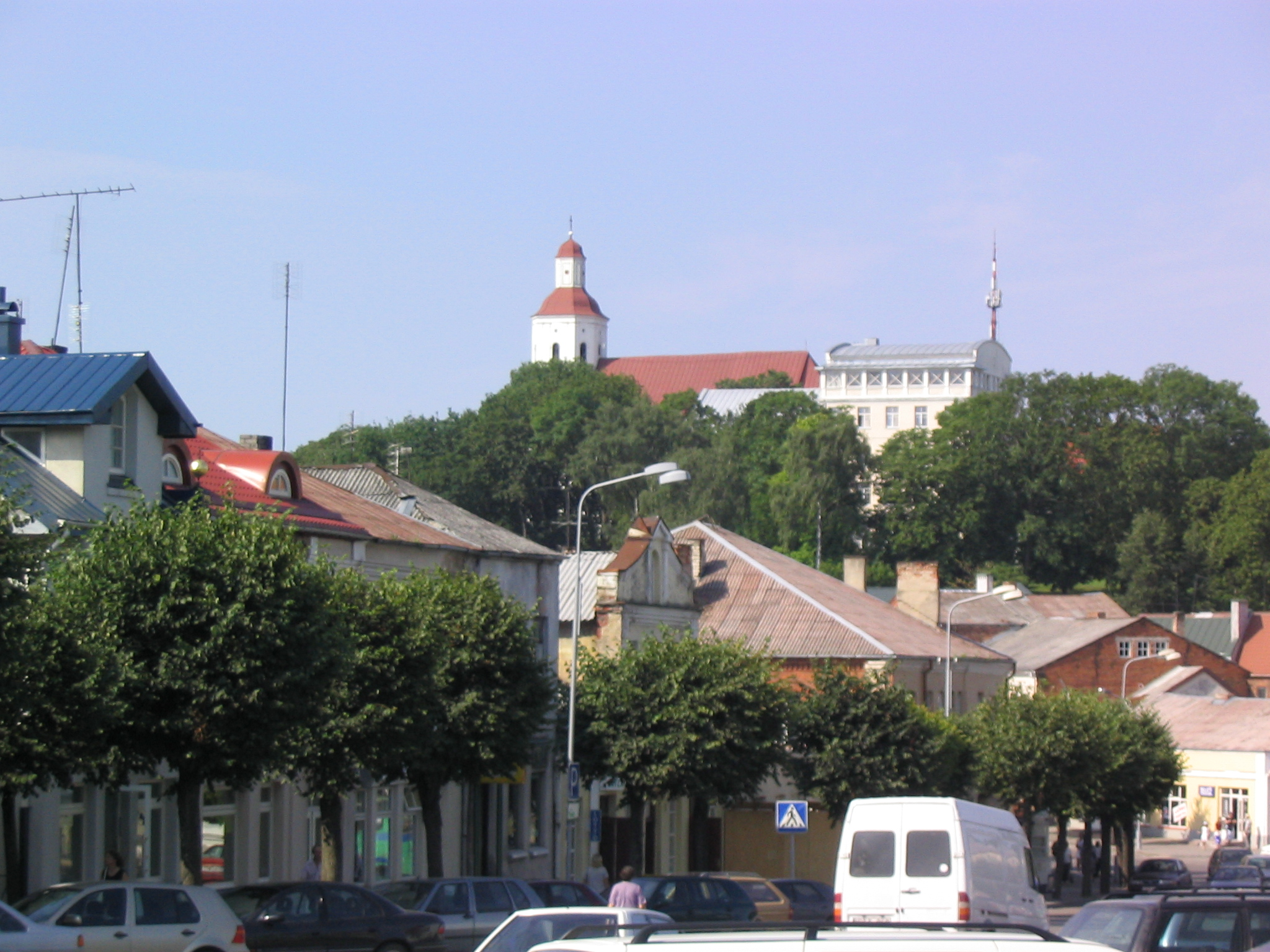
Тельше